# Jack Combs
John Anthony „Jack“ Combs (* 26. Januar 1988 in St. Louis, Missouri) ist ein ehemaliger US-amerikanischer Eishockeyspieler, der vor allem in der ECHL erfolgreich war. Zudem spielte der Flügelstürmer für einige Jahre in unterschiedlichen europäischen Ligen, unter anderem bei den Fischtown Pinguins Bremerhaven und Iserlohn Roosters in der Deutschen Eishockey Liga, dem EC Bad Nauheim in der DEL2 und dem EHC Kloten in der Swiss League. Seit der Spielzeit 2023/24 ist er Co-Trainer des Eishockey-Teams der Lindenwood University.

## Karriere

### Juniorenzeit in der OHL
Als Combs mit 16 Jahren für die California Waves in der kalifornischen Junioren-Eishockeyliga in einer Saison 58 Tore erzielte, was für diesen Verein einen Rekordwert darstellt, wurde er daraufhin von den Kitchener Rangers für die Ontario Hockey League (OHL), eine der drei höchsten Eishockey-Juniorenligen Kanadas, ausgewählt und für die Saison 2004/2005 verpflichtet.
Nach einer Saison wechselte er innerhalb der OHL zu den Saginaw Spirits, für die er die kommenden vier Spielzeiten spielte. Besonders erfolgreich war Jack in der Saison 2007/08 in der er, zum OHL-Spieler des Monats Dezember 2007 gewählt, ins OHL All-Star Team 2008 berufen, und von den OHL-Trainern zum Aufsteiger der Saison (most improved player) ernannt wurde. Mit 100 Punkten war er zudem punktbester Spieler seines Vereins. In der folgenden Saison 2008/09 war er mit 43 Assists bester Spieler seines Vereins in dieser Statistik sowie mit 13 Punkten Saginaws erfolgreichster Scorer in den Play-offs.

### Erfolge in der ECHL und erste Auslandserfahrungen
2009 nahm er am Trainingslager der Peoria Rivermen teil. Seine Rookiesaison 2009/10 begann Jack Combs beim damaligen ECHL-Farmteam der St. Louis Blues, den Alaska Aces. Im Laufe der Saison wechselte er innerhalb der ECHL zu den Trenton Devils, um die Spielzeit dann doch noch mit drei Einsätzen für Peoria Rivermen zu beenden.
Die Saison 2010/11 begann Combs in der Central Hockey League (CHL), eine Liga, welche 2014 in die ECHL integriert wurde, bei den Tulsa Oilers. Bei den Oilers war erstmals Chad Costello sein Sturmpartner, mit dem er im Verlauf seiner Karriere noch mehrmals ein erfolgreiches Angriffsduo bilden sollte. Nachdem Combs zu den Top-10 Scorern der CHL in dieser Saison gehört hatte, wurde er während der Saison vom AHL-Team Chicago Wolves für drei Spiele ausgeliehen. Für die Saison 2011/12 wechselte er zusammen mit Costello zum ECHL-Team Colorado Eagles, Nachdem sich Combs im Laufe der Saison als Topscorer der ECHL (37 Punkte in 23 Spielen) etablierte, wechselte er im Dezember 2011 wieder in die AHL, diesmal zu den Worcester Sharks.
Obwohl er für die Sharks in 50 Saisonspielen 30 Punkte (16 Tore) erzielen konnte, begann er die Saison 2012/13 wieder bei den Colorado Eagles in der ECHL. Zusammen mit Costello bildete er wieder das Topscorer-Duo der Liga, und beide wurden daraufhin im Dezember 2012 von den Bridgeport Sound Tigers aus der AHL verpflichtet. Nach einem eher enttäuschenden Saisonverlauf für die Sound Tigers wurde in einer umstrittenen Aktion Combs von Trainer Scott Pellerin bereits im März 2013 an den Ligakonkurrenten San Antonio Rampage ausgetauscht. Bei dem Verein aus Texas konnte Combs in 18 Spielen immerhin noch 12 Tore erzielen.
Da San Antonio zu dieser Zeit ein Farmteam der Florida Panthers war, konnte Combs vor der Saison 2013/14 ein Probetraining bei dem NHL-Team absolvieren, begann die Spielzeit jedoch wieder bei den Rampage in der AHL. Im Laufe der Saison kam er auch für die Cincinnati Cyclones, dem damaligen ECHL-Farmteam der Panther, zum Einsatz und wurde schließlich im Januar 2014 für Derek Nesbitt an die Oklahoma City Barons innerhalb der AHL ausgetauscht.
Zur Saison 2014/15 verließ Combs erstmals Nordamerika und begann die Spielzeit bei Toros Neftekamsk aus der zweithöchsten russischen Eishockeyliga, wechselte aber zum Start der ECHL-Saison im Oktober bereits wieder nach Nordamerika und spielte zusammen mit Chad Costello für die Liganeulinge Allen Americans aus Texas. Auch in dieser Saison war das Duo wieder erfolgreich und so wurde Combs als Top-Scorer der ECHL auch für das ECHL All-Star Game im Januar 2015 nominiert. Doch noch vor der Austragung des All-Star Games nahm er das Angebot von IF Björklöven aus der zweiten schwedischen Eishockeyliga Allsvenskan an und wurde deshalb für das Event der besten Ligaspieler durch Olivier Archambault von den Alaska Aces ersetzt. Aber auch bei seiner zweiten Station in Europa blieb Jack Combs nicht lange und kehrte, wegen der wenigen Einsatzzeiten beim schwedische Team, bereits im Februar wieder nach Nordamerika zurück. Eine Rückkehr zu den in dieser Saison erfolgreichen und am Ende sogar die Meisterschaft gewinnenden Allen Americans war wegen der Waiver-Transaktionsbestimmungen der Liga – Vereine mit niedriger Punktzahl haben Vorzugsrecht – nicht möglich, so dass er die Spielzeit bei den ECHL-Teams Stockton Thunder und Cincinnati Cyclones beendete. Nach diesem turbulenten Saisonverlauf für Combs, mit Spielen für fünf verschiedene Mannschaften in drei Ländern, konnte er in der ECHL Saison-Scorerwertung dennoch den neunten Platz belegen, nachdem er in nur 47 Spielen 76 Punkte (31 Tore) erzielt hatte.
Nach mittlerweile 18 Vereinswechseln in sieben Jahren als professioneller Eishockeyspieler hoffte er für die Saison 2015/16 bei der Organisation der New York Rangers Stabilität zu finden, insbesondere bei deren AHL-Farmteam den Hartford Wolf Pack, welche ihn auf Grund seiner erfolgreichen ECHL-Saison verpflichteten. Doch auch hier war es wie in fast jedem Saisonverlauf, in Combs' Einsätzen für das ECHL-Team der Rangers, den Greenville Swamp Rabbits aus South Carolina war er einer der Top-Scorer, während er in den 18 Saisonspielen für Hartford auf 4 Punkte (2 Tore) kam.

### Wechsel nach Europa und Karriereende in der ECHL
Nachdem er in der Vorsaison noch einen Wechsel nach Europa abgelehnt hatte, wollte Combs es in der Saison 2016/17 noch einmal versuchen, indem er sich den Fischtown Pinguins für ein Probeengagement in der Saisonvorbereitung anbot. Die Verantwortlichen des DEL-Neulings aus Bremerhaven setzten ihn daraufhin für die Saisonvorbereitungsspiele in der ersten Sturmreihe ein, in welchen sich Combs für eine weitere Verpflichtung empfehlen konnte. In der Saison entwickelte sich Jack Combs zum Topscorer der Pinguins und war damit am erfolgreichen Saisonverlauf für die Norddeutschen beteiligt. Am Ende der Spielzeit war Combs mit 27 Toren sogar bester Torschütze der gesamten Liga und konnte sich mit seinem Verein für die Pre-Playoffs qualifizieren.
Anfang Mai 2017 gab der westfälische Ligakonkurrent Iserlohn Roosters die Verpflichtung von Combs für die Saison 2017/18 bekannt. Auch mit dem Verein aus dem Sauerland konnte er in seiner ersten Saison die Pre-Playoffs erreichen, wobei Combs mit 34 Punkten sowie 22 Toren in der Hauptrunde der erfolgreichste Spieler seines Teams in beiden Wertungen war und wieder zu den Top-10-Torschützen der DEL gehörte. Trotz der gezeigten Leistungen erhielt er bei den Roosters keinen Folgevertrag.
Im Oktober 2018 wurde er für die laufende Saison vom Schweizer Zweitligisten EHC Kloten verpflichtet. Trotz 24 Scorerpunkten in 25 Spielen erhielt er auch in Kloten keinen längerfristigen Vertrag. Zu Beginn der Saison 2019/20 spielte er bei den Wichita Thunder in der ECHL, ehe er im Dezember 2019 einen Vertrag beim verletzungsgeplagten EC Bad Nauheim in der DEL2 erhielt.
Die Saison 2020/21 verbrachte der Angreifer beim rumänischen Club HSC Csíkszereda, mit dem er den Meistertitel in der länderübergreifenden Erste Liga feierte. In 17 Playoff-Partien steuerte er 19 Treffer bei und wurde zum Stürmer des Jahres der Liga gewählt.
Im Sommer 2021 unterzeichnete Jack Combs einen Zweijahresvertrag bei den Rostock Piranhas in der Oberliga. Schon nach vier Spielen wurde der Kontrakt allerdings wieder aufgelöst. Gründe für diese Entscheidung wurden nicht veröffentlicht. Combs kehrte in die USA zurück und schloss sich den Allen Americans in der ECHL an, wo er erneut auf Sturm-Partner Chad Costello traf und mit einer Quote von durchschnittlich einem Tor in drei Spielen wieder zu den ligaweit erfolgreichsten Torjägern avancierte. In seiner letzten Profi-Saison 2023/24 wurde er dafür noch einmal in das Second All-Star Team der ECHL berufen.

### Inlinehockey
Jack Combs spielte in der Sommerpause regelmäßig Inlinehockey für Teams in den USA. Mit der US-amerikanischen Nationalmannschaft gewann er 2017 die IIHF-Weltmeisterschaft und zwei Jahre später auch die Weltmeisterschaft des Verbands World Skate.

### Trainerlaufbahn
Schon während seiner Spielkarriere machte sich Jack Combs als Eishockeytrainer selbstständig. Zur Spielzeit 2023/24 wurde er dann Assistenztrainer der Lindenwood Lions, dem Eishockey-Team der Lindenwood University.

## Erfolge und Auszeichnungen
| - 2008 Teilnahme am OHL All-Star Game - 2015 Teilnahme am ECHL All-Star Game - 2017 Bester Torschütze der DEL-Hauptrunde | - 2021 Erste-Liga-Meister mit dem HSC Csíkszereda - 2021 Stürmer des Jahres in der Erste Liga - 2023 ECHL Second All-Star Team |

### Inlinehockey
- 2017 Inlinehockey-Weltmeister (IIHF) mit der US-amerikanischen Nationalmannschaft
- 2019 Inlinehockey-Weltmeister (World Skate) mit der US-amerikanischen Nationalmannschaft

## Karrierestatistik
(Legende zur Spielerstatistik: Sp oder GP = absolvierte Spiele; T oder G = erzielte Tore; V oder A = erzielte Assists; Pkt oder Pts = erzielte Scorerpunkte; SM oder PIM = erhaltene Strafminuten; +/− = Plus/Minus-Bilanz; PP = erzielte Überzahltore; SH = erzielte Unterzahltore; GW = erzielte Siegtore; 1 Play-downs/Relegation; Kursiv: Statistik nicht vollständig)